# Sautter-Harlé
Pour les articles homonymes, voir Sautter et Harlé.
Sautter-Harlé était une entreprise française, spécialisée dans la construction électrique et les moteurs, fondée en 1852 par Louis Sautter (1825-1912) et disparue en 1963. La raison sociale de l'entreprise a changé plusieurs fois, et elle est connue sous les noms de « Sautter, Lemonnier et Cie », puis « Sautter, Harlé et Cie », puis « anciens établissements Sautter-Harlé » et enfin « Société Harlé et Cie transformée ».

## Activités industrielles

### Matériel optique pour phare
Après la mort en 1827 d'Augustin Fresnel, l'inventeur de la lentille à échelons pour phare, c'est son frère Léonor Fresnel (1790-1869) qui le remplace à la Commission des phares et va continuer l'équipement en phares du littoral français. Son successeur en 1846, l'architecte et ingénieur Léonce Reynaud à la direction du Service des phares et balises va collaborer avec la société de l'ingénieur Louis Sautter, fondée en 1852 à la suite du rachat de l'atelier de Jean-Baptiste Soleil qui construit des optiques pour phares maritimes. Il commence à améliorer les conceptions de lentilles qui avaient été faites précédemment par l'atelier Soleil et introduit de nouvelles méthodes de construction et augmente la quantité et la qualité des lentilles produites.
Dès octobre 1853, Louis Sautter livre sa première optique de Fresnel pour le phare d'Alcatraz, à San Francisco (Californie), commandée par l'American Lighthouse Board, qui va convertir tous ses phares entre 1853 et 1860, avec des lentilles de Fresnel. Louis Sautter va obtenir la moitié des commandes américaines d'optiques pour phares, l'autre moitié va être attribuée à la Société Henry-Lepaute.
En 1854, deux ans après son arrivée à la tête de l'entreprise, Louis Sautter dépose son premier brevet relatif à la construction de l'éclairage des phares : « une modification dans la construction de la partie mécanique des dispositifs tournants, pour les phares à lentilles à éclats, et un nouveau système de lampes pour l'éclairage de ces phares ». De nombreux autres brevets industriels vont suivre ce premier dépôt. Selon l'un de ses ingénieurs, Sautter développe également des méthodes de fabrication permettant d'améliorer la taille du verre pouvant être livré par la société Saint-Gobain.
Sa société produit les premières lanternes électriques à arc, en 1863 pour les phares de la Hève, dans l'estuaire de la Seine, alimentés par les générateurs électriques de marque Alliance d' Henry Wilde (en),.

Phares de la Hève
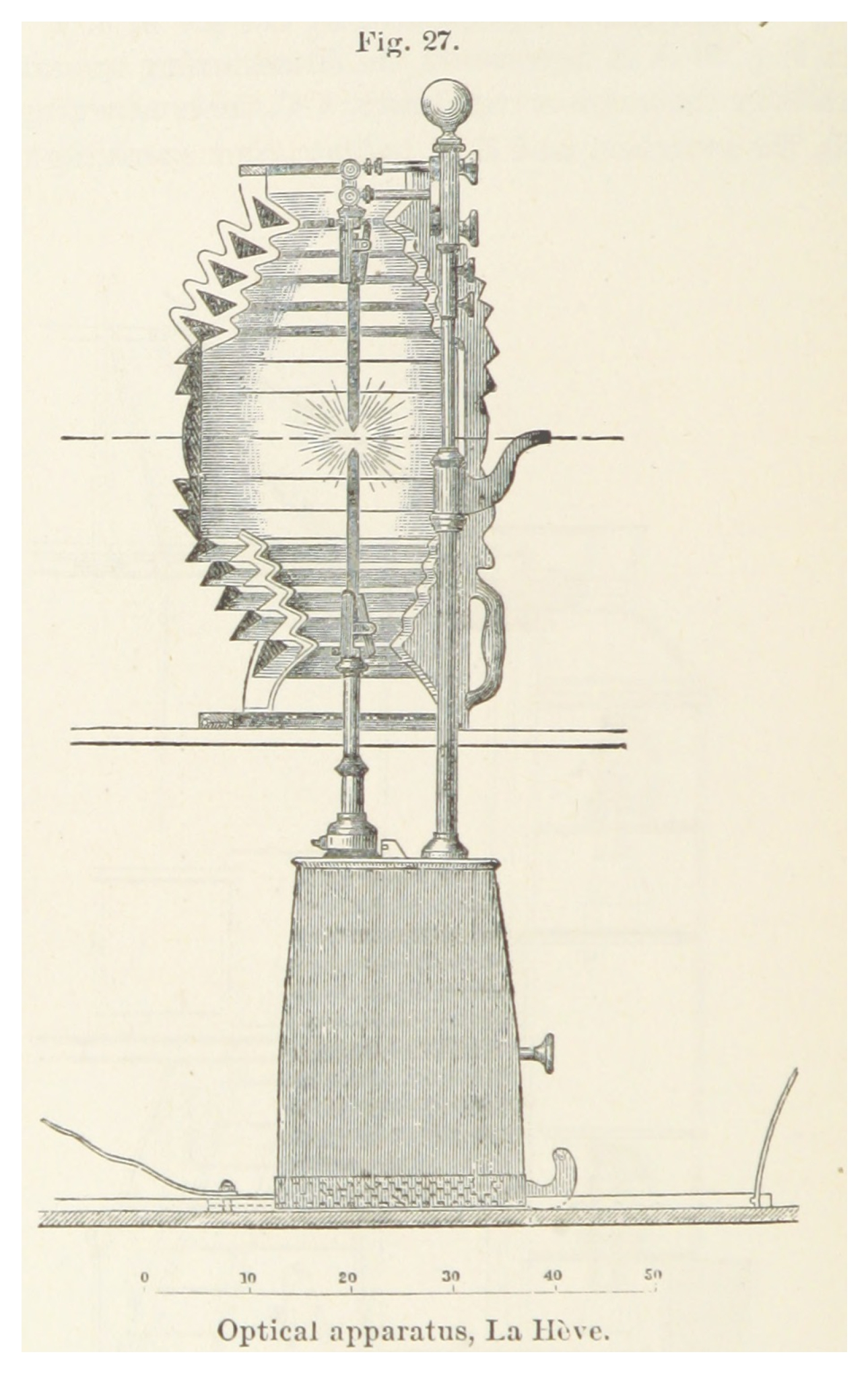
Lentille de Fresnel et lampe à arc (1875).
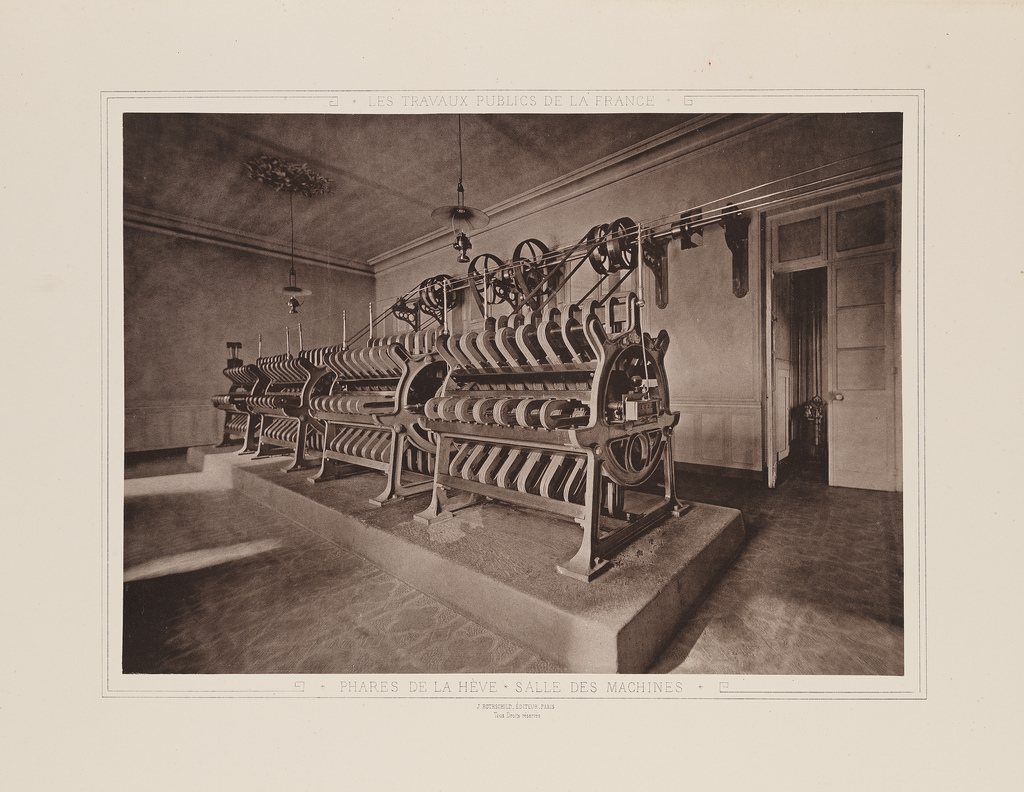
Salle des machines, générateurs électriques Alliance (1883).
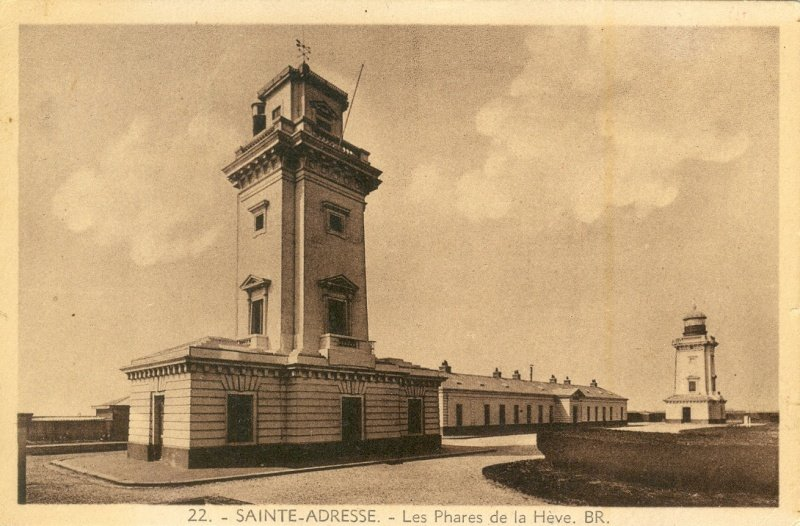
Les phares de la Hève (1900).

Louis Sautter s'associe à l'ingénieur Gustave Eiffel, le 3 novembre 1868 en déposant une demande de brevet (N° 83080) pour « des perfectionnements dans la construction des tours en fer, et spécialement des tours de phare » en interposant des couronnes métalliques solidarisant toute la structure. Cependant, le phare de Valsörarna en Finlande est construit en 1886 avec la structure métallique conçue par Eiffel, mais avec la société Henry-Lepaute, le concurrent de Louis Sautter.
De nombreux phares lenticulaires ont été équipés par l'entreprise de Louis Sautter, en France et dans le monde entier. En 1889, la société avait livré du matériel pour 2 061 phares dont 143 phares de premier ordre (60 km de portée) lire en ligne.

### Motorisation
L'entreprise diversifiera son activité avant la première guerre mondiale et collaborera avec les ingénieurs André Blondel et Auguste Rateau dans les domaines des moteurs Diesel, des moteurs électriques et des turbines à vapeur. Celles-ci seront utilisées dans de nombreuses mines et usines métallurgiques,.

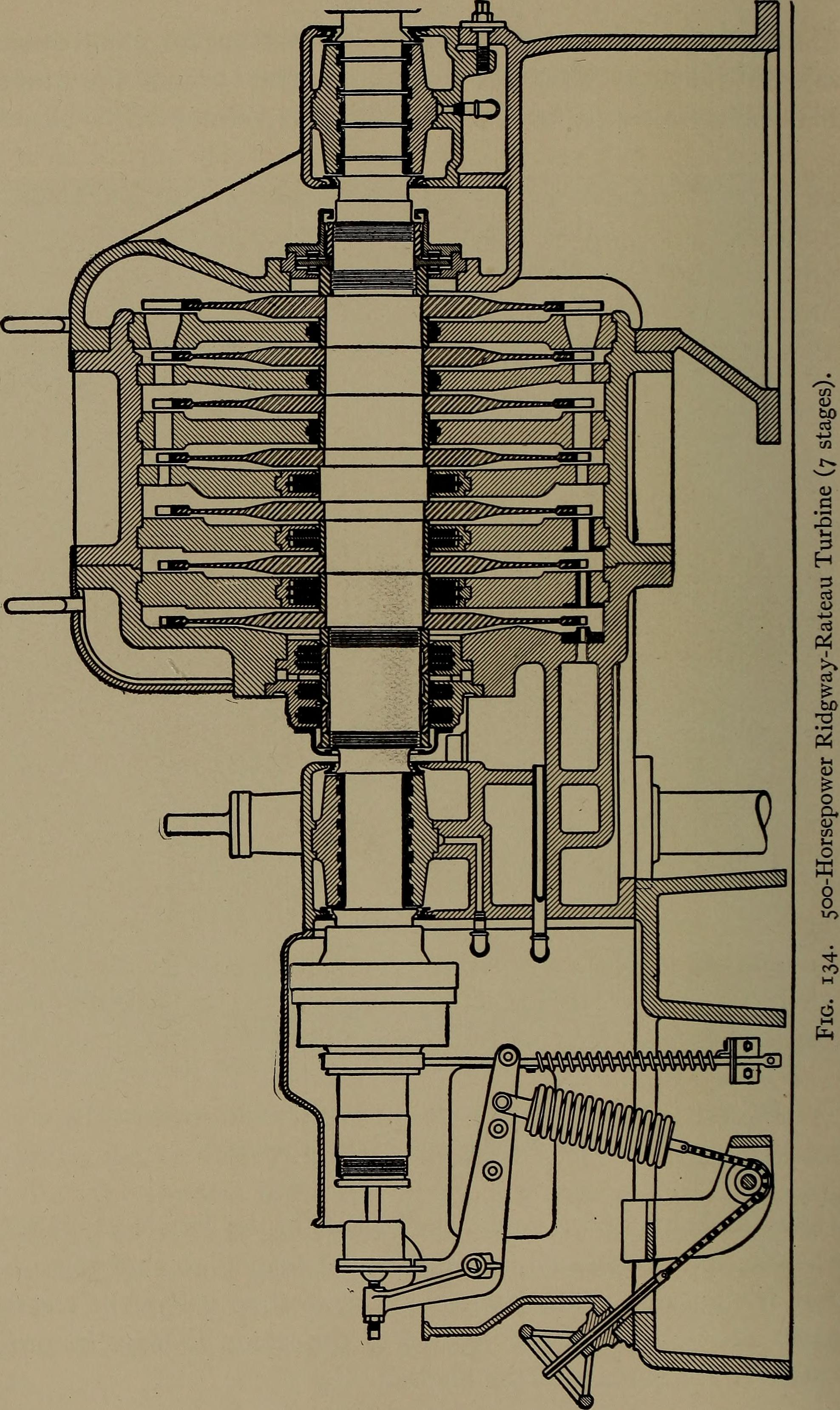
Turbine Rateau à sept étages (1917).

### Constructeur automobile
L'entreprise a aussi produit des véhicules dès 1907 sous le nom de Sautter-Harlé. En 1908, un changement de nom a eu lieu en Sautter Harlé et Cie.
Initialement, les modèles 10/12 CV avaient un moteur à deux cylindres et les modèles 16/20 CV avaient un moteur à quatre cylindres. Le moteur était monté à l'avant du véhicule et propulsait l'essieu arrière via un arbre de transmission à cardan. Le capot était similaire à un capot d'un véhicule Renault, cependant, le radiateur était monté sur le moteur.
En 1911, les moteurs à quatre cylindres ont équipé la 12 CV avec une cylindrée de 1944 cm3, la 18 CV avec une cylindrée de 3053 cm3. La 24 CV était équipée d'un moteur à six cylindres de 4580 cm3 de cylindrée.
La production automobile s'est arrêtée en 1912.

### Matériels pour l'Armée et la Marine
L'entreprise travaille aussi dans le domaine de l'armement. En 1880, la société fabrique des postes photo-électriques ambulants, de différentes tailles, composés de projecteurs à arc (type Mangin), alimentés en courant continu par une machine à vapeur actionnant une dynamo électrique (type Gramme). Les projecteurs à arc ont été inventés par Adrien Bochet (1863-1922), l'ingénieur en chef de Sautter.
En 1891, elle fabrique pour le premier sous-marin le Gymnote (Q1), le premier périscope ayant donné des résultats satisfaisants. Pour le second sous-marin, le Gustave Zédé (Q2), elle réalise en 1892, le premier grand moteur à courant continu d'une puissance de 720 ch.
Entre 1906 et 1908, la société produit des moteurs thermiques et électriques pour les six sous-marins de la classe Émeraude. Elle produit aussi des mines sous-marines et des mines pour sous-marins,.
En 1921, la société produit des moteurs pour véhicule blindé, comme le char d'assaut de type FCM 2C
Dans les années 1930, elle produit des systèmes acoustiques utilisés par l'artillerie antiaérienne comme le télésitémètre Mle 1934 S, ainsi que des systèmes électromécaniques et des automatismes divers pour les bâtiments de la Marine nationale, dont des projecteurs asservis, des automatismes de barre.
Dans les années 1930, la société fournira aussi des motorisations Sautter-Harlé-Blondel pour les tourelles quadruples des cuirassés de la classe Dunkerque, équipés du canon de 330 mm/50 modèle 1931.

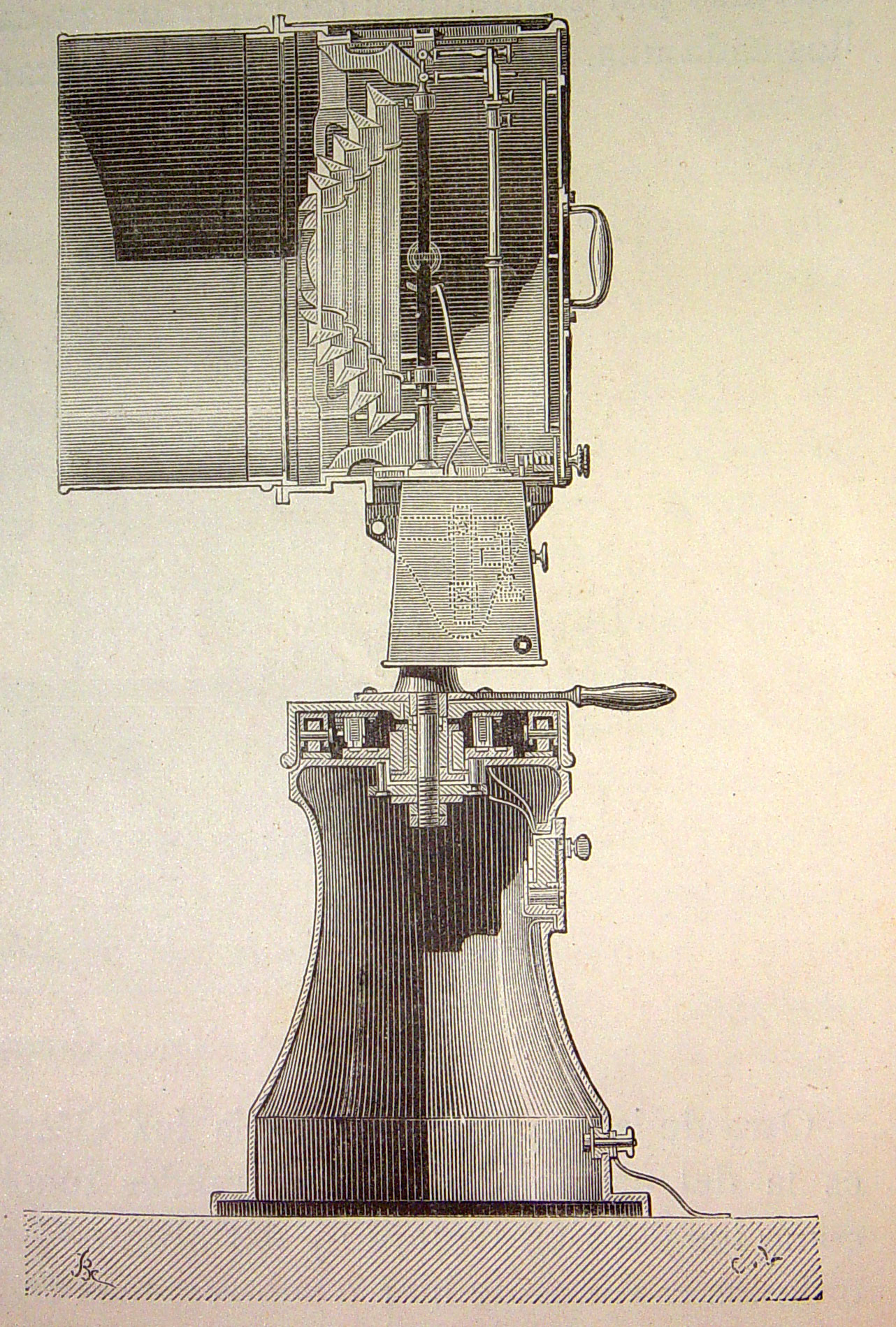
Projecteur électrique à arc (1882).
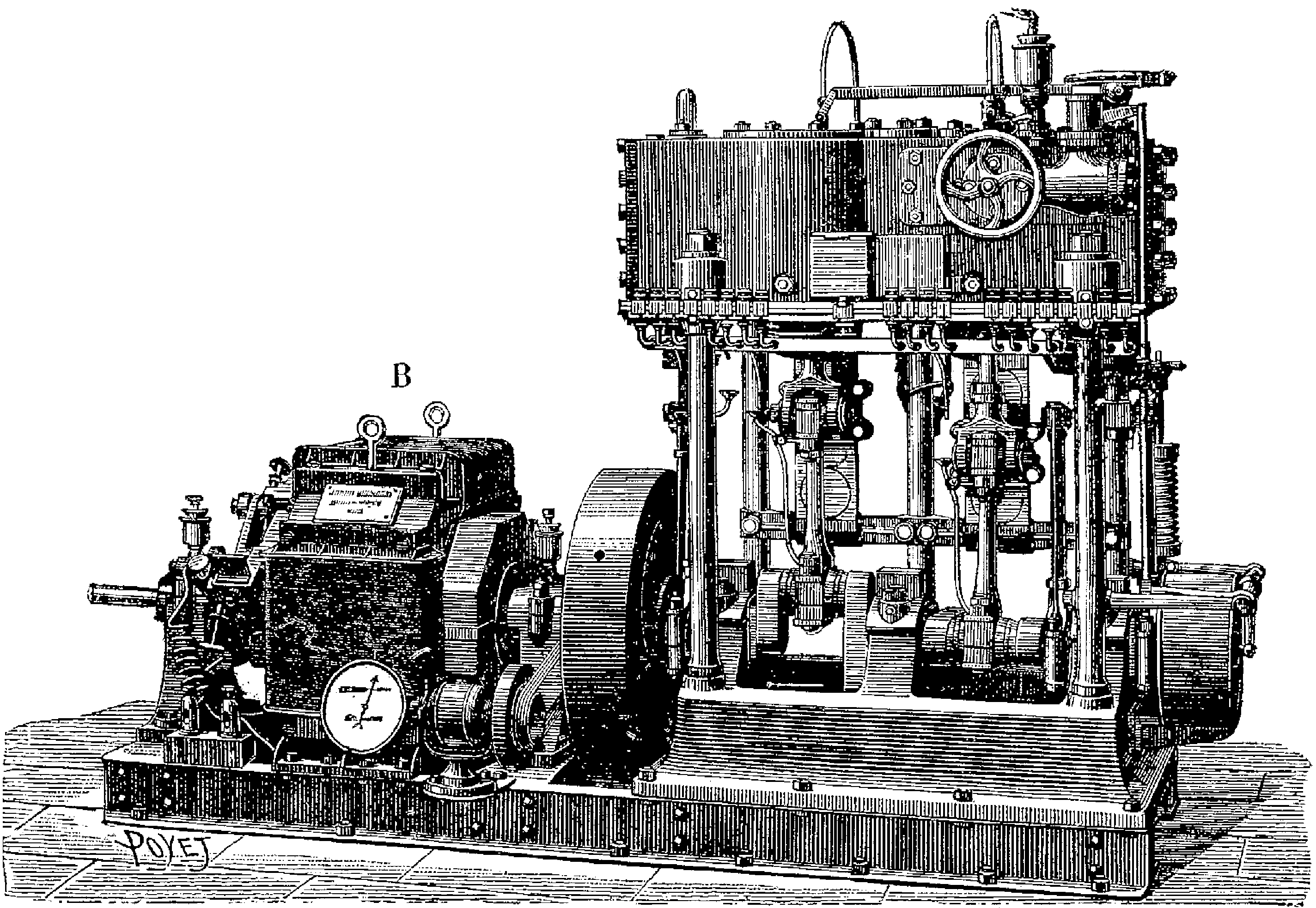
Appareil pour l’éclairage électrique des navires.
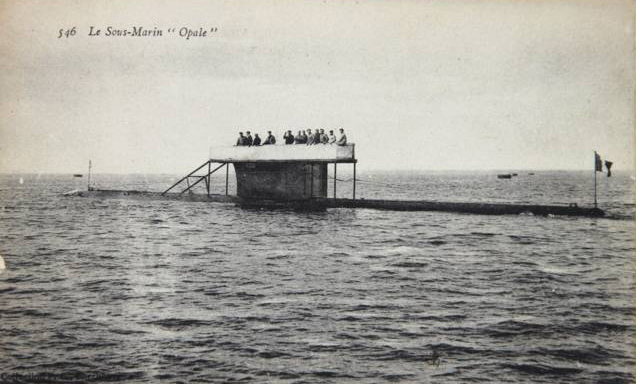
Sous-marin français Opale (avant 1915).
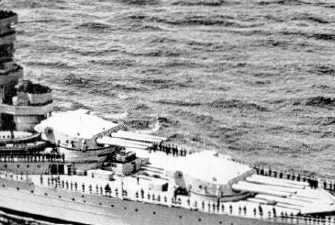
Tourelles de canons de 330 mm du cuirassé Dunkerque (1942).

### Motorisation pour la ligne Maginot
Cette spécialisation de motoriste de l'armement naval va permettre à l'entreprise d'être retenue pour concevoir et fabriquer les systèmes de motorisation électrique des tourelles de 135 mm modèle 1934 et des tourelles de 75 mm R modèle 1932, de la ligne Maginot. La motorisation sert en particulier à éclipser la tourelle sous terre.

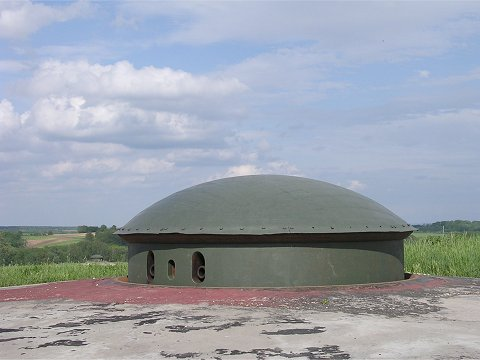
Tourelle de 75 mm, bloc 3 de l'ouvrage de Schœnenbourg
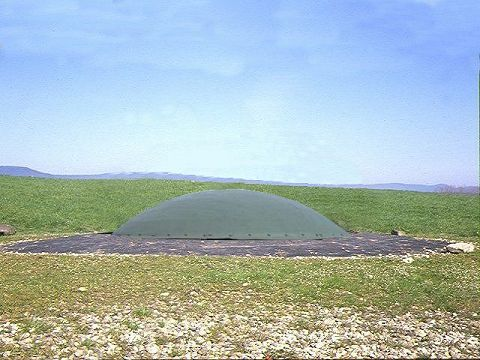
Tourelle de 75 mm (éclipsée)
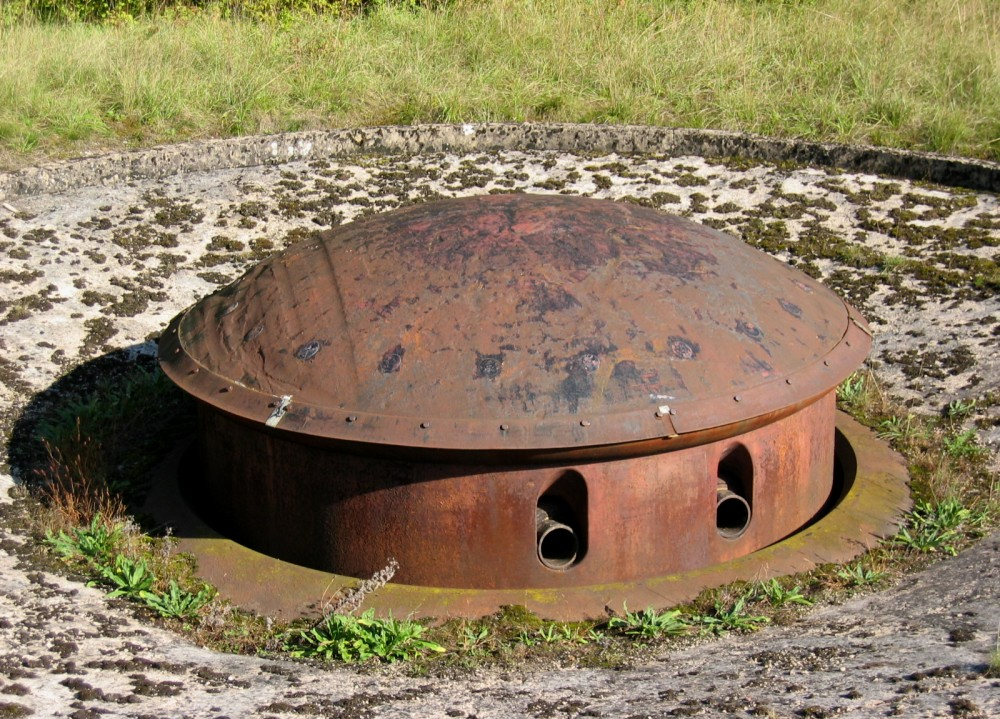
Tourelle de 135 mm, bloc 11 de l'ouvrage de Métrich
Schéma d'un bloc d'artillerie montrant le système de mise en batterie d'une tourelle